# Dendrobium albosanguineum
Dendrobium albosanguineum är en orkidéart som beskrevs av John Lindley och Joseph Paxton. Dendrobium albosanguineum ingår i släktet Dendrobium, och familjen orkidéer. Inga underarter finns listade i Catalogue of Life.

## Bildgalleri

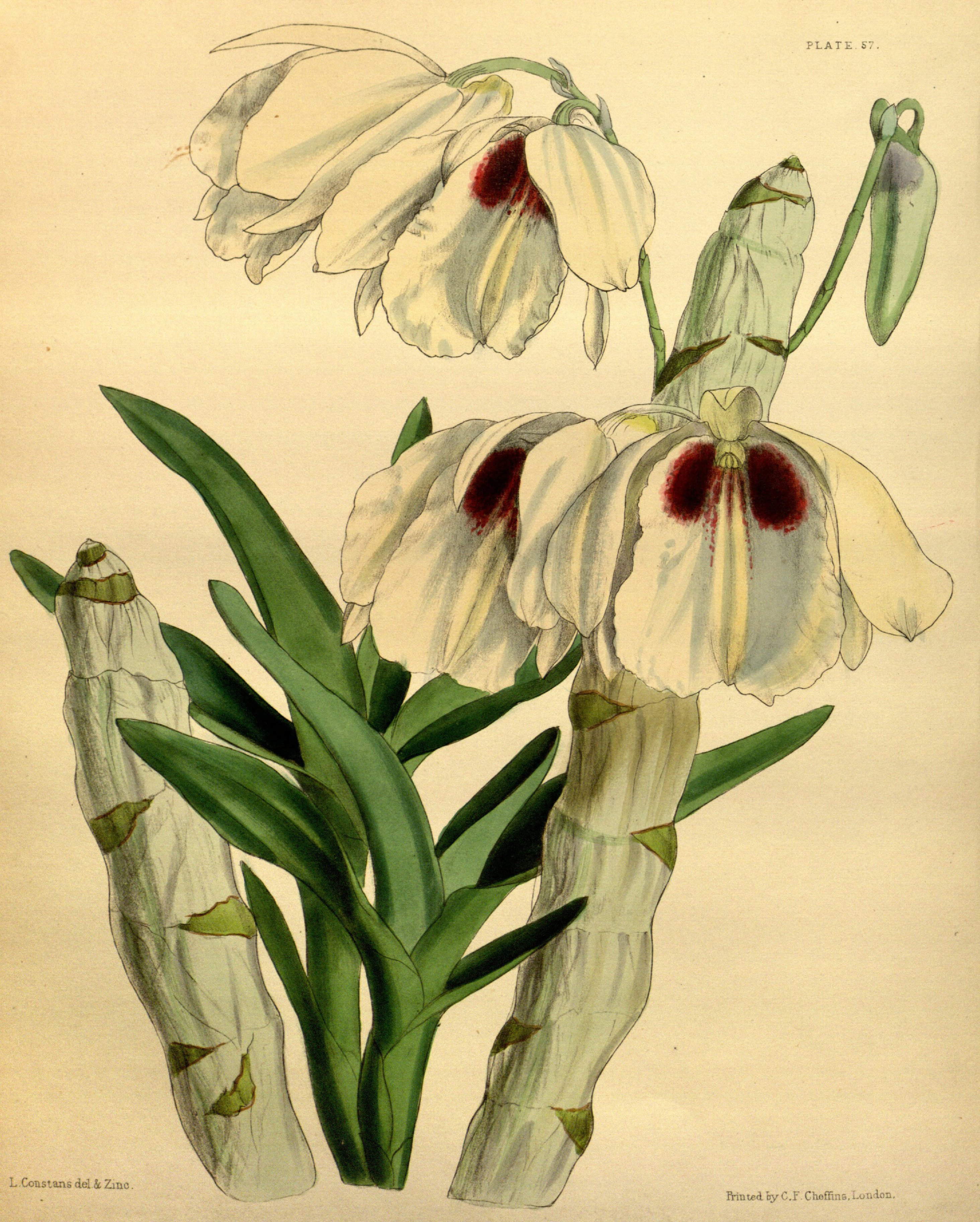